# Marmessoidea casignetus
Marmessoidea casignetus är en insektsart som först beskrevs av John Obadiah Westwood 1859.  Marmessoidea casignetus ingår i släktet Marmessoidea och familjen Diapheromeridae. Inga underarter finns listade i Catalogue of Life.